# 天津地铁Z1线
天津地铁Z1线，又称天津市域铁路津滨线，是天津地铁规划线路之一。目前，天津地铁Z1线规划全长为115公里，沿线经过子牙产业园、静海新城、团泊新城、天津南站、天津文化中心、天钢柳林地区、海河教育园区、津南新城、葛沽、响螺湾商务区、于家堡金融区等区域。文化中心站中Z1线预留站台已建成。

## 内部链接
- 天津地铁
- 天津轨道交通